# グロリオソ諸島

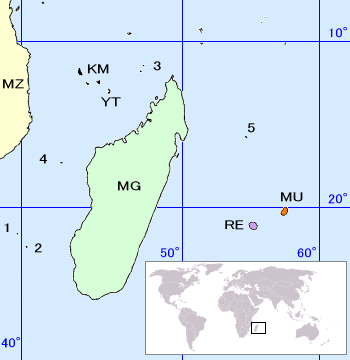
1. バサス・ダ・インディア 2. ユローパ島 3. グロリオソ諸島 4. ファン・デ・ノヴァ島 5. トロメリン島
KM : コモロ MG : マダガスカル MU : モーリシャス MZ : モザンビーク RE : レユニオン（仏） YT : マヨット（仏）

グロリオソ諸島（グロリオソしょとう、フランス語: Îles Glorieuses）は、インド洋のマダガスカル島北西にある諸島である。位置は南緯11度30分、東経47度20分。面積5平方キロメートル。1892年にフランス領となったが、マダガスカルも領有権を主張している。フランス語発音に基づき、グロリユーズ諸島とも表記される。
フランスは、2019年、グロリオソ諸島の新たな保護を宣言し、約11,000平方キロメートル（4,250平方マイル）に及ぶ国立自然保護区を創設した。

## 一覧

### 島
- グランド・グロリユーズ島 (Grande Glorieuse)
- リ島（Île du Lys）
- サウス・ロック（Rocher du Sud、South Rock）
- ロシュ・ヴェルト（Verte Rocks）
- レック・ロック（Wreck Rock）
- その他の岩礁など（Île aux Crabesなど）

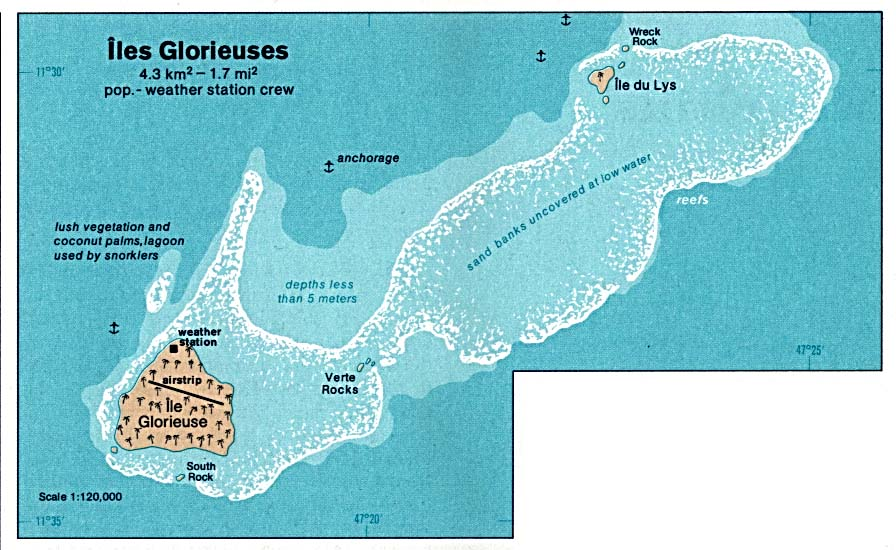
地図

### 水没したサンゴ礁
- バンク・デュ・ガイザー (Banc du Geyser) - サンゴ礁（干潮時は水上に姿を現す）